# Aargauer und östlicher Solothurner Faltenjura

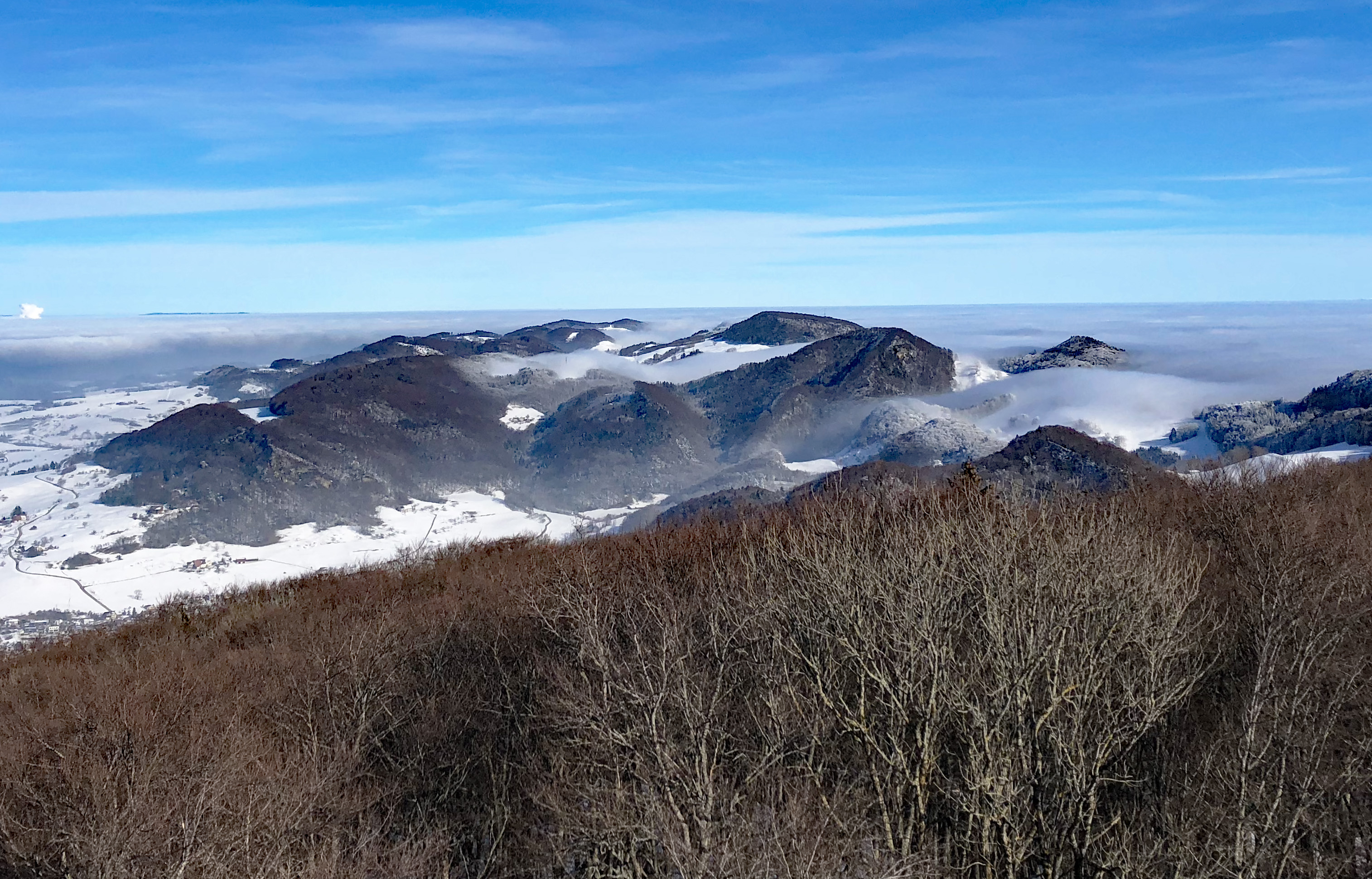
Östlicher Faltenjura

Der geografische Raum Aargauer und östlicher Solothurner Faltenjura in der Schweiz ist eine im Bundesinventar der Landschaften und Naturdenkmäler von nationaler Bedeutung (BLN) definierte geschützte Landschaft im Juragebirge. Das BLN-Gebiet Nr. 1017 umfasst einen schmalen, 20 Kilometer langen Abschnitt des Faltenjuras von der Klus an der Passstrasse auf den Unteren Hauenstein im Kanton Solothurn bis zum Aaretal bei Wildegg im Kanton Aargau. Es enthält zahlreiche Landschaftsräume vorwiegend südlich der Wasserscheide im östlichen Jura und stellenweise bis zum Jurasüdfuss hinunter. Der höchste Berg im BLN-Objekt ist die Geissflue (963 m ü. M.), und die tiefste Zone liegt bei Auenstein am Ufer der Aare auf 358 m ü. M.
Das Berggebiet besteht aus vielen eng verflochtenen Zonen der Naturlandschaft und der Kulturlandschaft. Es entspricht der Schutzgebietkategorie V gemäss der International Union for Conservation of Nature and Natural Resources (IUCN).

## Geschichte
Das in den 1960er Jahren verfasste KLN-Inventar (Inventar der zu erhaltenden Landschaften und Naturdenkmäler von nationaler Bedeutung) enthielt bereits das gleiche Juragebiet als Objekt 1.37 mit dem identischen Titel, aber einer deutlich grösseren Fläche. Der Vorschlag der KLN-Kommission wurde bei der Bereinigung des Inventars durch Bund und Kantone überarbeitet und in der geografischen Ausdehnung reduziert. 1996 nahm der Bundesrat mit einer neuen Verordnung zum BLN das verkleinerte Gebiet in das Inventar auf.
In der näheren Umgebung des BLN-Objekts 1017 kennt das Bundesinventar weitere Landschaftsschutzgebiete, die ganz oder teilweise im östlichen Jura und in dessen Umfeld liegen:
- «Baselbieter und Fricktaler Tafeljura» (BLN Nr. 1105)
- «Aargauer Tafeljura» (BLN Nr. 1108)
- «Belchen-Passwang-Gebiet» (BLN Nr. 1012)
- «Chilpe bei Diegten» (BLN Nr. 1106)
- «Aareschlucht in Brugg» (BLN Nr. 1018)
- «Lägerngebiet» (BLN-Gebiet 1011)
- «Wasserschloss beim Zusammenfluss von Aare, Reuss und Limmat» (BLN Nr. 1019)
- «Reusslandschaft» (BLN Nr. 1305)

Der übrige, südwestlich gelegene Gebirgsraum des Faltenjuras ist im BLN noch mit anderen, weiter entfernten Gebieten vertreten, zum Beispiel:
- «Ravellenflue und Chluser Roggen» (BLN Nr. 1020)
- «Weissenstein» (BLN Nr. 1010)
- «Gorges de Moutier» (BLN Nr. 1021)
- «Chasseral» (BLN Nr. 1002)
- «Creux du Van et Gorges de l’Areuse» (BLN Nr. 1004)

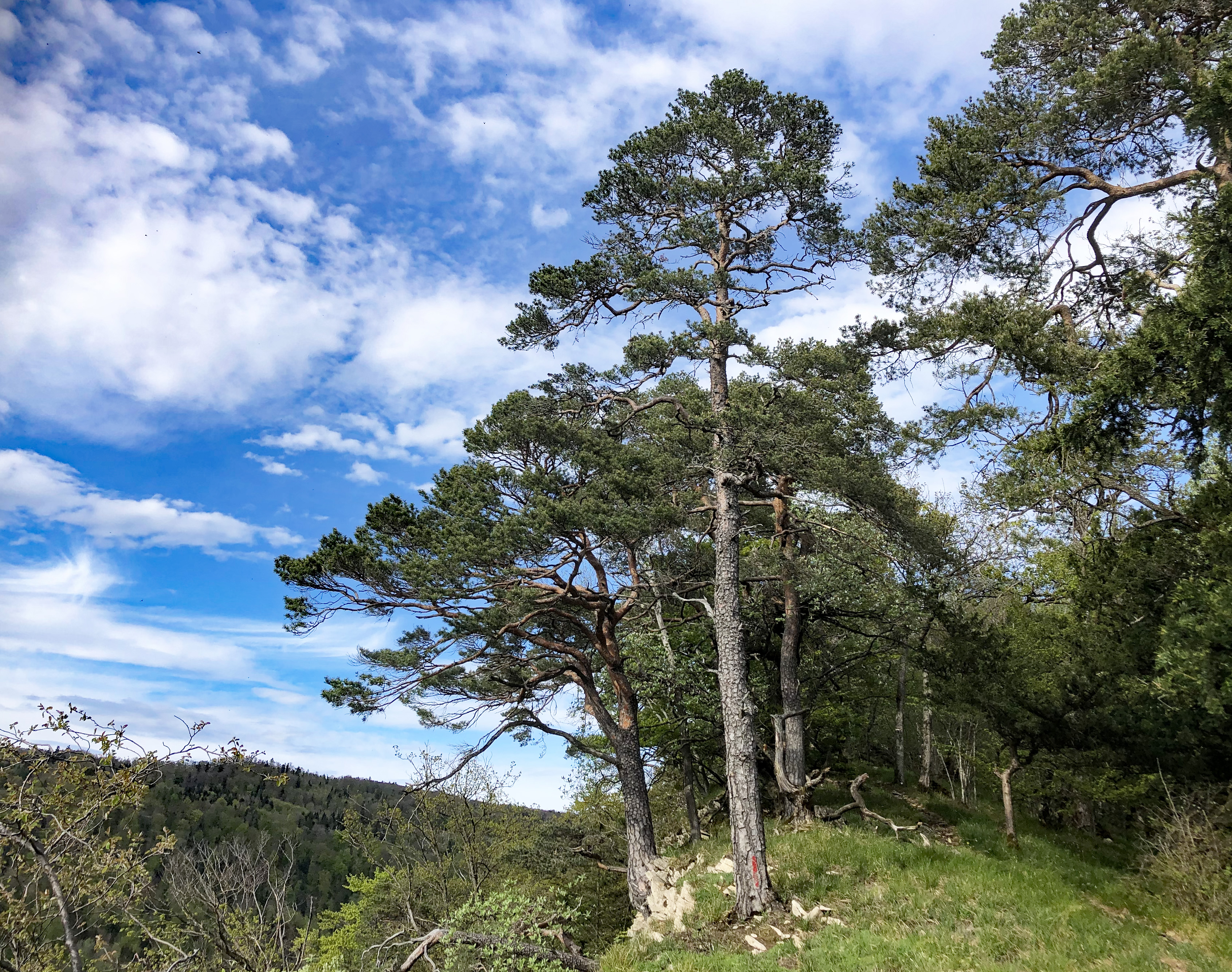
Naturwaldreservat Egg-Königstein

## Schutzzonen
Der Aargauer Teil des BLN-Objekts gehört zum Bereich des Juraparks Aargau, der Solothurner Abschnitt liegt in der kantonalen Juraschutzzone.
In der Berglandschaft des BLN-Gebiets 1017 errichteten die beiden Kantone zahlreiche Naturwaldreservate, von denen das Schutzgebiet «Egg-Königstein» das grösste im Aargauer und das Reservat «Burgchopf» das grösste im solothurnischen Bereich ist.

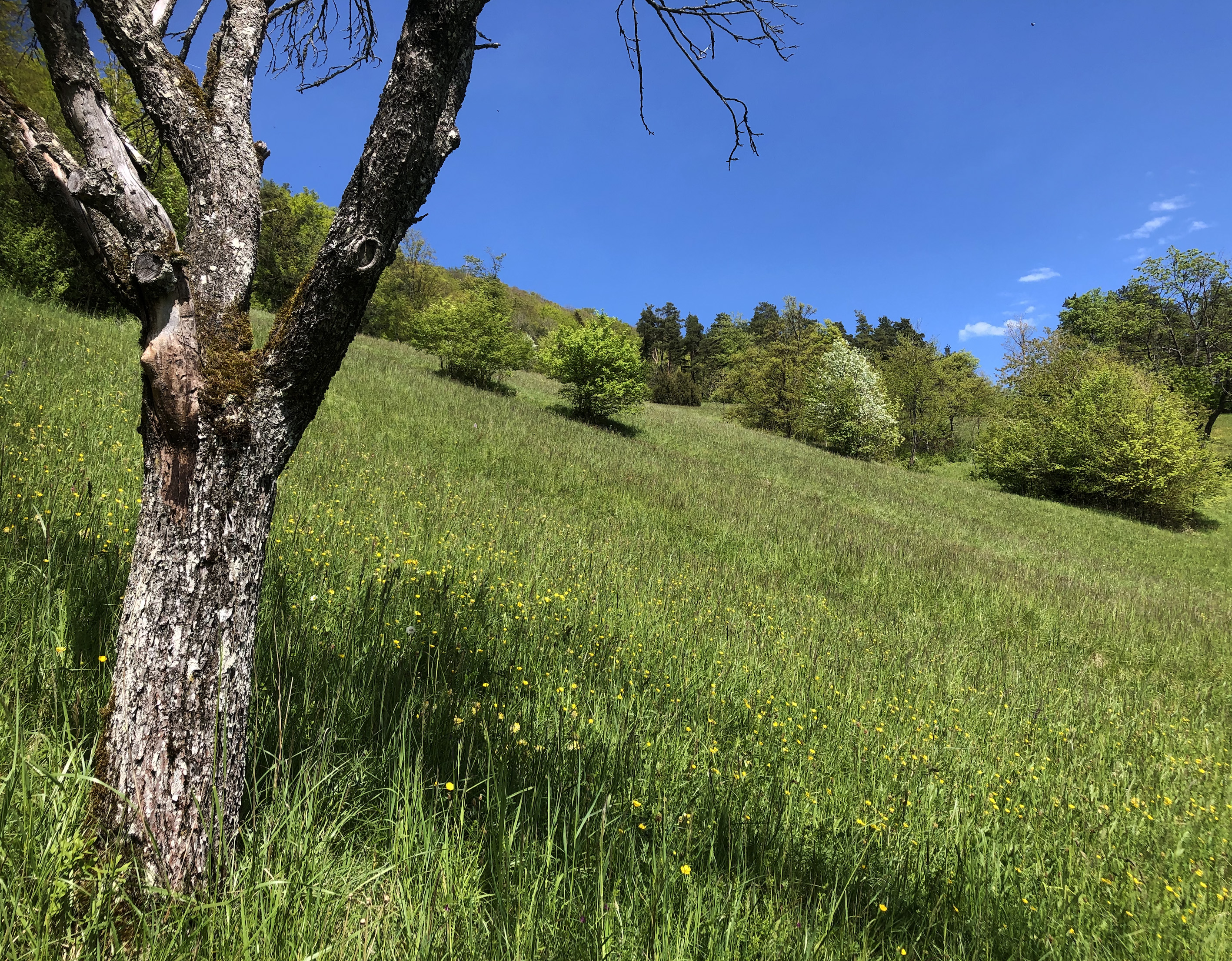
Wiese im Schutzgebiet Acheberg

Als weitere Naturschutzgebiete sind manche, im Bergwald durch Rodung gewonnene Weidegebiete definiert, deren extensiv genutzte Wiesen im Bundesinventar der Trockenwiesen und -weiden von nationaler Bedeutung als Biotopschutzgebiete ausgewiesen sind. Im Aargauer Abschnitt sind zwei Flächen als Amphibienlaichgebiete von nationaler Bedeutung geschützt. Verhältnismässig grosse Schutzgebiete werden im BLN-Gebiet 1017 von der Naturschutzorganisation Pro Natura gepflegt.

## Geografie
Das BLN-Gebiet 1017 hat eine Fläche von 63,5 Quadratkilometern und umfasst Landschaften der Aargauer Gemeinden
Auenstein, Biberstein, Densbüren, Erlinsbach, Küttigen, Oberhof,
Schinznach, Thalheim und Veltheim sowie der Solothurner Gemeinden Erlinsbach, Kienberg, Lostorf, Stüsslingen, Trimbach, Winznau und Wisen.
Zum Bereich der «geschützten Landschaft» gehören neben den dominierenden Bergzonen fast überall nur die offenen Grünflächen und Landwirtschaftsgebiete ausserhalb der Dorfsiedlungen. Einzig die Ortschaften Thalheim, Asp bei Densbüren und Rohr bei Stüsslingen liegen in der BLN-Landschaft. Eine nationale Evaluation der Schutzwirkung des BLN zeigte um 2000, dass im Gebiet «Aargauer und östlicher Solothurner Faltenjura» in jüngerer Zeit entgegen der Zielsetzung des Inventars eine besonders hohe Zunahme von Siedlungsflächen eintrat.

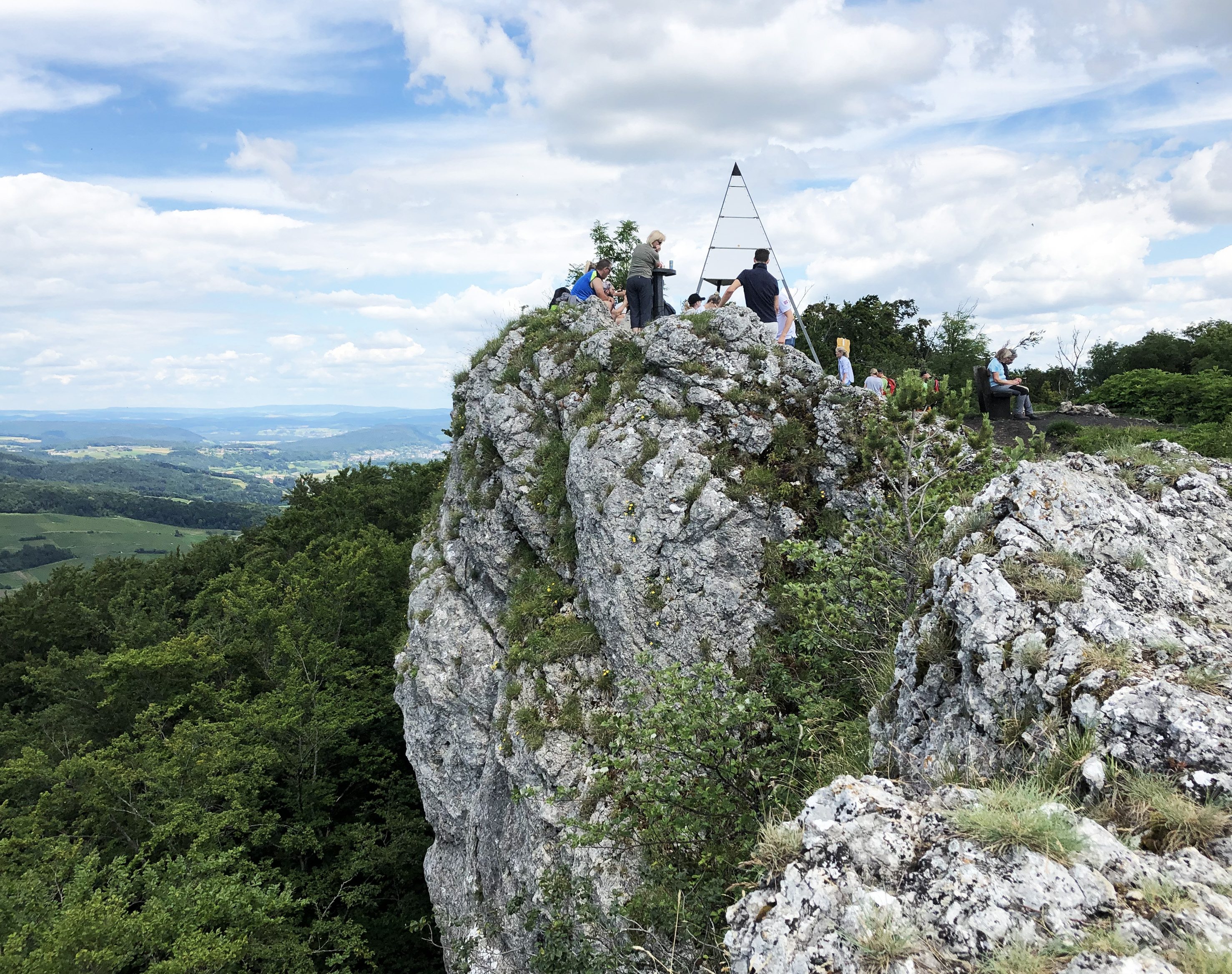
Gisliflue

Von Südwesten gegen Nordosten nimmt die Höhe der Bergkämme wie allgemein im Faltenjura kontinuierlich ab. Im Südwesten gibt es mit dem Dottenberg, dem Flueberg, der Burgflue, dem Walmattberg, dem Leutscheberg und der Geissflue mehrere Berge mit einer Höhe von über 900 Meter über Meer. Östlich vom Passübergang Salhöhe haben die Egg, die Wasserflue, der Asperstrihe und der Würz eine Höhe von über 800 m ü. M, und die östlichsten Gipfel des Faltenjuras, die Gisliflue und der Grund, erreichen noch eine Höhe von mehr als 700 m ü. M. Weil diese Erhebungen wie die meisten Gebiete im Jura nicht über die allgemeine Waldgrenze hinaufragen, sind sie mit Ausnahme besonders steiler Felspartien vollständig bewaldet. Nur auf hohen Felsköpfen wie der Gisliflue und der Wasserflue und an Waldrändern und auf offenen Bergwiesen gibt es Aussichtspunkte, die eine gute Fernsicht über das Mittelland und zu den Alpen freigeben.
Die Gebirgsstruktur des östlichen Faltenjuras ist aufgrund komplizierter geologischer Vorgänge vielfältig gegliedert. Die zu hohen Falten aufgeschobenen Gebirgsschichten wurden durch Bruchzonen vielerorts geschwächt und in der Folge durch Erosion zerstört und abgebaut, so dass die aufgewölbten Antiklinalen manchmal in verschiedene Bergrippen unterteilt sind. Dazwischen entstanden Täler (Synklinalen) wie das Schenkenbergertal und ausgeräumte Bereiche mit Klusen. Das Gewässernetz besteht, bezogen auf das BLN-Gebiet 1017, südlich der Wasserscheide aus mehreren Bachsystemen, die zur Aare entwässern, und nördlich davon aus Bergbächen, die im Westen zur Ergolz und im Osten zur Sissle abfliessen.
Über die Bergzüge verlaufen mehrere Fahrstrassen: Neben der Hauptstrasse 2, die ganz im Südwesten an einer Stelle die Grenze des BLN-Gebiets bildet, sind die Schafmatt (812 m ü. M.), die Salhöhe (Hauptstrasse 536, 787 m ü. M.), das Benkerjoch (674 m ü. M.) und die Staffelegg (Hauptstrasse 24, 620 m ü. M.) Durchgangs- oder Regionalstrassen über das Gebirge. Andere Übergänge haben nur Fusswege, die teilweise seit vielen Jahrhunderten begangen wurden wie etwa der Pfad über die Rosmaregg (764 m ü. M.) zur Schafmatt am alten Weg von Aarau in das Gebiet von Basel. Die markante Bergreihe des östlichen Faltenjuras ist mit einem Netz von Wanderwegen erschlossen. Die Fernwanderroute Jura-Höhenweg überquert viele Berge des östlichen Faltenjuras. Die Wanderroute «Aargauer Weg» traversiert den Faltenjura zwischen Aarau und Frick. Überregionale Velostrecken im Gebiet sind die «Jurapark-Aargau-Route» und die nationale «Nord-Süd-Route». Ganz im Nordosten grenzt das BLN-Gebiet bei Schinznach-Dorf an die Bahnstrecke der Bözberglinie.

## Schutzziele

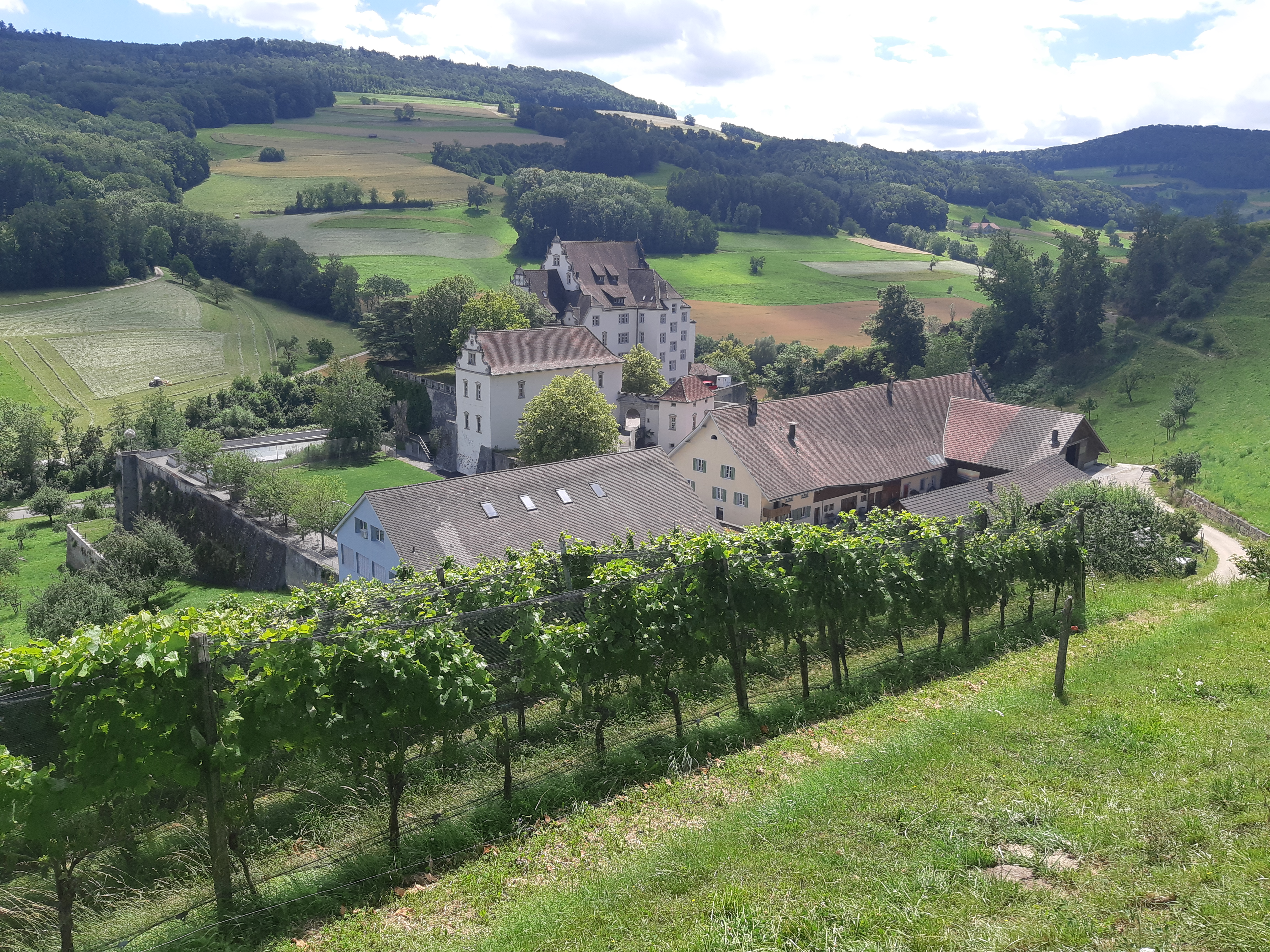
Schloss Kasteln im Schenkenbergertal

Das Bundesinventar der Landschaften und Naturdenkmäler von nationaler Bedeutung verlangt für das BLN-Gebiet die Erhaltung
- des naturnahen und vielfältigen Charakters der beiden ersten Juraketten mit ihren bewaldeten Höhenzügen und den offenen Talmulden
- der typischen geomorphologischen Prägung des östlichen Faltenjuras
- der Trocken- und Feuchtstandorte in ihrer Qualität sowie ökologischen Funktion und mit ihren charakteristischen Pflanzen- und Tierarten
- der grossflächigen und zusammenhängenden Wälder mit den naturnahen Waldgesellschaften und insbesondere an den trockenen Standorten
- des stark gegliederten Mosaiks von Wald, Feldgehölzen, Hecken und Offenland
- der standortangepassten landwirtschaftlichen Nutzung
- der vielfältigen standorttypischen Strukturelemente der Kulturlandschaft wie Äcker, Rebberge, Wiesen und Weiden
- der Elemente der traditionellen Rebbaulandschaft beim Schloss Kasteln und im Schenkenbergertal
- der historischen Verkehrswege in ihrer Substanz und ihrer Einbettung in die Landschaft
- des Weinbauerndorfs Thalheim mit seiner baulichen Substanz und mit seinem Umfeld
- der Thermalschwefelquellen in Qualität und Ergiebigkeit.